# Arabe tchadien
L'arabe tchadien, appelé aussi Kalam arabe, est la variété dialectale de la langue arabe parlée au Tchad, au Cameroun, au Nigéria, au Niger et au Soudan. Elle est la langue maternelle de plus de 40% de la population tchadienne. Elle joue également le rôle de lingua franca dans la région.
L'accent est très particulier, et propre à certaines régions du Tchad. Les locuteurs d'arabe tchadien comprennent presque tous les dialectes arabes. Ils comprennent plus ou moins bien le soudanais, l'égyptien, le libyen, le tunisien ainsi que les dialectes arabes parlés en Orient.   
Ce dialecte de l'arabe est aussi influencé par certains dialectes tchadiens et, dans une moindre mesure, par le français, langue officielle au Tchad.